# Degollación de San Juan Bautista y banquete de Herodes
La Degollación de San Juan Bautista y banquete de Herodes es un cuadro de grandes dimensiones del artista germano-silesiano Bartholomäus Strobel el Joven (1591-alrededor de 1650) que ahora se exhibe en el Museo del Prado en Madrid. Pintado al óleo sobre lienzo, mide 2,80 x 9,52 metros y está fechado entre 1630 y 1643.
La pintura muestra dos escenas del relato bíblico de la muerte de Juan el Bautista. La parte principal de la pintura, a la izquierda, muestra el banquete de Herodes Antipas en el que su hijastra Salomé solicita la cabeza de Juan el Bautista. La escena de la ejecución, mucho más pequeña, se muestra a la derecha de la columna que divide el espacio de la imagen. La degollación de san Juan Bautista a menudo se había combinado con el banquete de Herodes de esta manera, con la ejecución relegada a un espacio diferente a un lado de la imagen, un patrón que Strobel lleva al extremo.
Las figuras que aparecen en la pintura incluyen muchos retratos de figuras destacadas de la Guerra de los Treinta Años, y probablemente otras figuras de corte menos conocidas, no todas identificadas hasta ahora, o con identificaciones discutidas. Se ha interpretado como una llamada alegórica al mundo cristiano para salvar al país natal de Strobel, Silesia, que había sufrido mucho con las guerras de la época.

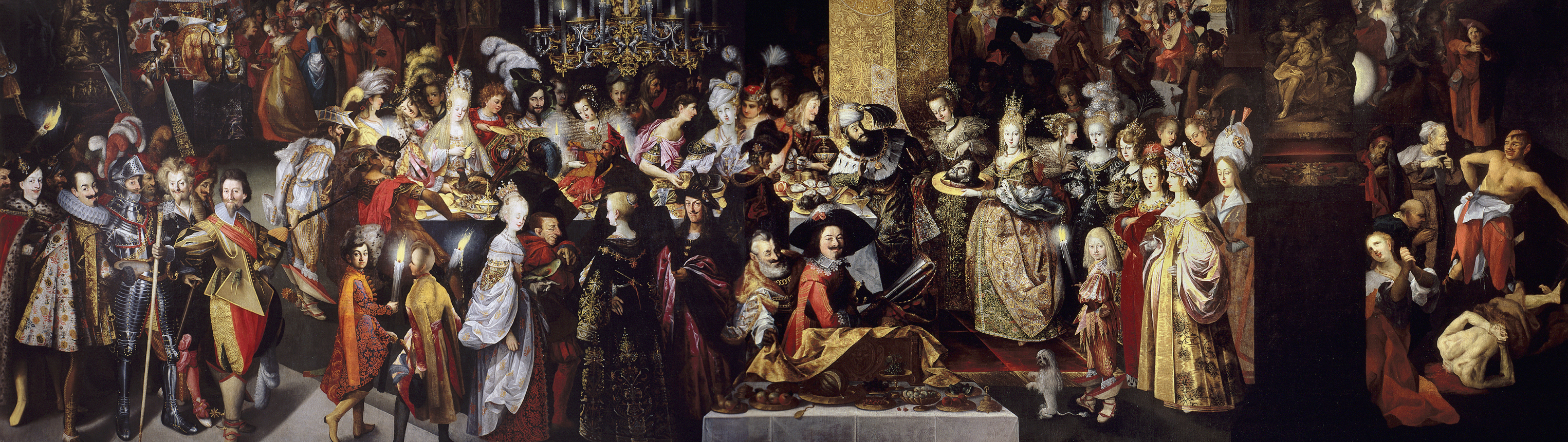
La degollación del Bautista y el banquete de Herodes, óleo sobre lienzo, 280 x 952 cm, Madrid, Museo del Prado.